# Чумаков Володимир Миколайович
Володимир Миколайович Чумаков (рос. Владимир Николаевич Чумаков; нар. 2 серпня 1957) — радянський та російський футболіст, захисник.

## Життєпис
З 1978 року — в складі клубу «Локомотив» / «Селенга» Улан-Уде. У 1980—1993, 1995 роках у першій, другій та другій нижчих лігах першості СРСР та Росії, провів близько чотирьохсот матчів, відзначився 10-ма голами.